# Shirley (film, 2014)
Pour les articles homonymes, voir Shirley.
Pour plus de détails, voir Fiche technique et Distribution.
Shirley, un voyage dans la peinture d'Edward Hopper (Shirley. Visions of Reality) est un film autrichien réalisé par Gustav Deutsch, présenté dans différents festivals en 2013 et sorti en salles en France en 2014.

## Synopsis
Shirley est une actrice américaine, en couple avec un journaliste, Steve. De 1931 à 1963, elle visite Paris, traverse la crise des années 30, accepte des emplois alimentaires, joue pour Elia Kazan, subit le maccarthysme, voit son couple s'étioler, soutient la lutte pour les droits civiques, tout en exprimant ses sentiments et ses réflexions à propos de l'art, du cinéma, de la liberté, de l'engagement…
Le film est composé de treize scènes tournées presque en plans fixes et presque entièrement en plans-séquences. Chaque scène reprend un tableau du peintre américain Edward Hopper, décor, cadrage, couleurs et lumières compris.

## Fiche technique
- Titre : Shirley, un voyage dans la peinture d'Edward Hopper
- Titre original : Shirley. Visions of Reality
- Réalisation : Gustav Deutsch
- Scénario : Gustav Deutsch
- Images : Jerzy Palacz
- Direction artistique : Hanna Schimek
- Montage : Gustav Deutsch
- Décors : Gustav Deutsch
- Costumes : Julia Cepp
- Son : Christoph Amann
- Musique : Christian Fennesz, David Sylvian
- Maquillage : Michaela Haag
- Production : KGP Kranzelbinder Gabriele Production
- Distribution : KMBO (France)
- Durée : 93 minutes

## Distribution
- Stephanie Cumming : Shirley
- Christoph Bach : Steve
- Florentin Groll
- Elfriede Irrall
- Tom Hanslmaier
- Yarina Gurtner Vargas